# Rijkeluiswens
Een rijkeluiswens, in Zuid-Nederland en Vlaanderen ook wel koningswens of koningsdroom, is de gedachte van een "ideale" gezinssituatie met twee kinderen; een zoon en een dochter. De term kent een tegenhanger in de Franse uitdrukking souhait de roi, fils et fille.
Ooit zou deze wens welvaartsvergroting van een familie hebben kunnen opleveren. De zoon erfde dan het familie-eigendom en de dochter kon deze door uithuwelijking vergroten.
Vaak wordt in de volgorde van een rijkeluiswens een zoon als eerste genoemd en pas daarna een meisje. Soms wordt – om onderscheid te maken waar een dochter als eerste wordt gewenst en daarna een zoon – een "keizerswens" of "keizerskoppel" genoemd. Hoewel van deze laatste benaming geen etymologische oorsprong bekend is.